# Deloitte
A Deloitte Touche Tohmatsu Limited (pronúncia: /dəˈlɔɪt ˈtuːʃ toʊˈmɑːtsuː/), também conhecida apenas como Deloitte, tem sede global em Londres. Fundada em 1845, em Londres, no Reino Unido, conta hoje com 700 escritórios em mais de 150 países, e cerca de 460 mil profissionais em todo o mundo.
Junto com a PricewaterhouseCoopers (PwC), KPMG e Ernst & Young (EY) forma o Big Four, conjunto das maiores empresas de auditoria do mundo. Entre elas, com faturamento de US$ 67,2 bilhões, a Deloitte é a maior em número de funcionários e em receita, sendo reconhecida como a organização com o portfólio de serviços profissionais mais diversificado do mundo.
Oferece ao mercado serviços um portifólio amplo de soluções em Consultoria Empresarial, Gestão de Riscos (Risk Advisory), Assessoria Financeira (Financial Advisory), Gestão Tributária e Auditoria.
“Deloitte” refere-se à sociedade limitada estabelecida no Reino Unido “Deloitte Touche Tohmatsu Limited” e sua rede de firmas-membro, cada qual constituindo uma pessoa jurídica independente.
No Brasil, a Deloitte está presente em 18 cidades: Brasília, Belo Horizonte, Campinas, Cuiabá, Curitiba, Florianópolis, Fortaleza, Joinville, Londrina, Maringá, Porto Alegre, Recife, Ribeirão Preto, Rio de Janeiro, Salvador, São Paulo, Uberlândia e Vitória.

## História
Em 1845, William Welch Deloitte abriu um escritório em Basinghall Street, em Londres. Deloitte foi a primeira pessoa a ser nomeado um auditor independente de uma empresa pública, ou seja, o Great Western Railway.  Em 1896, Charles Waldo Haskins e Elias Watt Sells formado Haskins & Sells em Nova York.  Mais tarde, foi descrito como “a primeira grande auditoria empresa a ser estabelecida no país por um americano, em vez de contadores britânicos. “em 1 de março de 1933, o coronel Arthur Hazelton Carter ajudou a convencer o Congresso que as auditorias independentes deveriam ser obrigatórias para as empresas públicas. Em 1989, a Deloitte Haskins & Sells fundiu com Touche Ross nos EUA para formar Deloitte & Touche.

## Principais fundadores
Desastres financeiros no setor de administração de recursos de terceiros, ainda incipiente, mas em franca expansão, foram a oportunidade de expansão de seus negócios. O talento, a integridade e a perícia de Touche lhe renderam um enorme volume de trabalhos que consistiam em regularizar a administração desses recursos para que a lei fosse cumprida. Seu sucesso em salvar e reestruturar empresas fadadas ao fracasso abriu caminho para a formação da George A. Touche & Co., em 1899. Em 1900, com John Niven, filho de seu primeiro professor de contabilidade, abriu a organização Touche, Niven & Co., em Nova Iorque. 

## Propósito global
A Deloitte possui globalmente o propósito de gerar impactos positivos a partir dos projetos e ações de cada um de seus profissionais. Sob o lema "Making an impact that matters", a organização conduz sua atuação em três dimensões: clientes, seus próprios profissionais e sociedade.

## Brasil
Presente no País desde 1911, quando iniciou operações, a Deloitte tem passado por um momento de expansão acelerada no Brasil, consolidando e ampliando alianças, ofertas de serviços, escritórios e número de sócios, sócias e profissionais. Atualmente, a organização tem cerca de 300 sócios e sócias. .
Durante a pandemia de Covid-19, a Deloitte doou R$ 12,5 milhões em serviços de consultoria para os governos estaduais de Pernambuco e de São Paulo, e também para a prefeitura da cidade de São Paulo, nas áreas de preservação de negócios, de promoção da saúde e de combate à fome. A Deloitte comprou, ainda, dez mil máscaras e 3.500 aventais médicos para quatro hospitais do Rio de Janeiro visando colaborar com o combate ao COVID-19 antes, durante e após a pandemia.
Atualmente a área que mais cresce e que tem sido o motor de expansão da companhia no Brasil é a que concilia o serviço de consultoria com a implementação e, depois, a operação, dos planos propostos aos clientes. São mudanças estratégicas que vão de transformação tecnológica e gestão de capital humano a práticas associadas aos princípios ESG (ambientais, sociais e de governança).

### Sucessão
Depois de um ciclo de reestruturação e expansão que completou oito anos no encerramento do ano fiscal de 2023 - em maio de 2024 -, a Deloitte conduziu a sucessão de seu CEO no Brasil. Depois desse período de forte crescimento, a meta tornou-se dobrar a receita (e a lucratividade) nos quatro anos seguintes, até o ano fiscal de 28.
Em 1º de junho de 2024, Marcelo Magalhães sucedeu Altair Rossato, CEO durante os anos fiscais de 2017 e 2024. A gestão de Rossato divide-se em dois momentos. O primeiro de reestruturação, de processos internos e de cultura. A segunda fase foi de expansão, com foco na ampliação da atuação para além da tradicional auditoria, que passou a representar cerca 25% da receita no país. A consultoria e suas várias ramificações se tornaram a principal rota de crescimento em um mercado em que o negócio mais tradicional tem mais dificuldade de crescer.
Para o futuro, o atual CEO, Marcelo Magalhães, destaca o potencial de computação em nuvem, cibersegurança, experiência do consumidor, inteligência artificial e implantação e operação de sistemas. Neste último, vê grande potencial de ganho de volume e, por isso tem feito aquisições e pretende fazer mais algumas. Além disso, a Deloitte Brasil vê muito potencial em consultoria para ESG no Brasil.

### Escritórios
Em abril de 2023, a Deloitte inaugurou escritório em Cuiabá.. Dois meses depois, em junho, a prestação de serviços profissionais para o setor de agronegócio foi expandida com o lançamento da sede em Maringá.. 
A Região Nordeste também recebeu investimentos, com a inauguração do segundo Centro de Tecnologia da Deloitte no Brasil, sediado no novo endereço do escritório de Recife em janeiro de 2024. Em setembro de 2024, a Deloitte inaugurou novo escritório em Fortaleza, com atuação de mais de 70 profissionais na nova sede construída na capital cearense. 

### Deloitte Digital
Em novembro de 2021, a Deloitte anunciou a chegada ao Brasil da Deloitte Digital.  Hoje, a Deloitte Digital está presente em mais de 60 países, entre os mais de 150 em que a Deloitte atua.
Ao chegar no Brasil, a Deloitte Digital combinou o portfólio internacional da marca aos serviços de Customer & Marketing já estabelecidos localmente e à chegada de cinco sócios da CbCloud, boutique de Belo Horizonte especializada em plataformas de CRM da Salesforce. 
A Deloitte Digital reúne recursos em estratégia, inovação, design, tecnologia, operações e inteligência de dados. No Brasil, atuará especialmente para impulsionar a transformação digital dos clientes com soluções relacionadas ao redesenho digital de frentes de vendas, relacionamento com clientes, marketing, operações, processos internos e formas de trabalhar

### Deloitte Ventures
O propósito central é conectar grandes negócios, de empresas já bem estruturadas e estabelecidas, com as startups do mercado e impulsionar o crescimento dos agentes envolvidos nesses ecossistemas de inovação. Além disso, a oferta também contempla o programa de conexões entre a própria Deloitte e startups.
No Brasil, a Deloitte já atua com diversas startups investidas, parceiras e aceleradas, por meio de soluções escaláveis que podem transformar os negócios. A empresa estabeleceu aliança com alguns dos mais importantes agentes e hubs de inovação do Brasil e do mundo, como a Singularity University.

### Aliança em soluções tecnológicas de supply chain
Em dezembro de 2022, a Deloitte adquiriu 100% dos serviços de logística e parte da área de compras da Nimbi, empresa de tecnologia do setor de suprimentos.
A Deloitte estabeleceu uma aliança de negócios que vem atender ao plano de crescimento dessa frente de serviços. Por um lado, a Deloitte passou a apresentar serviços ao mercado de forma conjunta à Nimbi, buscando novos clientes e potencializando vendas, além de poder ofertar soluções às empresas que já atende no País. Por outro, a Deloitte recebeu cerca de 80 dos profissionais que atuavam na Nimbi.

### Maior atualização de ERP da América Latina
Em agosto de 2022, a Petrobras anunciou a conclusão do projeto liderado pela Deloitte em parceria com SAP e Microsoft para lançamento do novo sistema de ERP da petroleira.
Considerada a maior atualização de sistemas integrados de gestão da América Latina e uma das maiores do mundo com a conversão do sistema SAP para a mais nova geração do software, a iniciativa gera a perspectiva de economia de US$ 190 milhões até 2025 na estatal.

### Abordagem para operações
A Deloitte apoia seus clientes ao desenhar, implementar e operar aplicações de cloud, IA, analytics, robotics e outras frentes de atuação no mercado de serviços profissionais.
Alguns exemplos dessa abordagem de ponta a ponta: apoio da transformação da estratégia de negócios à definição e aplicação de tecnologias avançadas; da gestão do capital humano à reestruturação dos canais de venda e relacionamento com clientes; da análise sofisticada de dados à investigação forense; da gestão dos riscos empresariais às novas oportunidades cibernéticas; do compliance tributário à entrega das atividades secundárias no dia a dia; da reestruturação financeira às grandes transações corporativas; da preparação para abrir capital à auditoria das demonstrações financeiras. 

### ESG
Em março de 2023, a Deloitte anunciou parceria estratégia com a AYA Earth Partners, hub que se autodefine como "uma coalização global que une pessoas, empresas e tecnologias com foco em ações e soluções para acelerar a transição para uma economia de baixo carbono"
No mesmo ano, a Deloitte realizou o estudo “Finanças Sustentáveis” para a AYA Earth Partners. O pré-lançamento da pesquisa ocorreu em Nova York, na semana em que a cidade sediou a Climate Week e a Assembleia Geral da ONU. 

### Deloitte Cyber
A operação brasileira de serviços cibernéticos da Deloitte, Deloitte Cyber, cresceu 74% no ano fiscal 2022 após a contratação de novos profissionais, promoções internas, treinamentos, alianças com provedores de tecnologia e diversificação de portfólio. O plano da Deloitte para a área é dobrá-la de tamanho entre os anos fiscais de 2021 e 2024; já são mais de 300 profissionais, sendo 15 deles sócios, dedicados nesta área; 45 especialistas foram contratados só em 2022.
Para auxiliar as empresas que atuam no País nessa frente, a Deloitte, que já conta com um Cyber Intelligence Center (CIC) com unidades em Campinas e São Paulo, está criando um hub no Porto Digital, polo tecnológico localizado no Recife. 

## Controvérsias
Junto com PricewaterhouseCoopers, Ernst & Young e KPMG, a Deloitte é uma das principais envolvidas no escândalo financeiro internacional chamado Luxemburgo leaks, em que grandes empresas transnacionais evitaram o pagamento de impostos através de um artifício legal chamado elisão fiscal.
Em Novembro de 2010, o trabalho de empresas de auditorias independentes foi questionado por não terem ajudado a identificar um rombo de caixa de mais de R$ 2,5 bilhões no Banco Panamericano. Na ocasião, a Deloitte não negou ou confirmou possível erro ou mesmo o que a levou a não identificar tal inconsistência financeira nos balanços do banco. A Deloitte respondeu que "de acordo com o Código de Ética e Conduta Profissional e em respeito aos compromissos de confidencialidade assumidos, não emite comentários sobre situações relacionadas a clientes".
O PCAOB multou a Deloitte em US$ 8 milhões, além de outras punições. A empresa de auditoria emitiu parecer com afirmações falsas e tentou encobrir as violações através da alterações de documentos, referente as demonstrações contábeis da empresa aérea brasileira GOL no exercício de 2010. Esta foi a maior multa já aplicada pelo regulador americano.
Em abril de 2018, a Deloitte Brasil emitiu a certificação que formaliza o cumprimento dos requerimentos do PCAOB, órgão regulador das atividades de auditoria nos Estados Unidos, para permitir o fim da restrição para a aceitação de novos clientes emissores de ações ou dívidas no mercado americano.
O fim dessa restrição refletiu os resultados alcançados na revisão de processos internos durante o período, assim como a atitude rigorosa em questões éticas e o compromisso de executar auditorias de alta qualidade.
A Deloitte encerrou, em maio de 2019, a questão regulatória iniciada em dezembro de 2016, ao receber uma Order do PCAOB (Public Company Accounting Oversight Board), que previa implementações e requerimentos em processos na prática de Auditoria.